# Motor Triumph slant-four
El Triumph slant-four (literalmente, "cuatro-inclinado") es un motor automovilístico de cuatro cilindros en línea alimentado con gasolina, desarrollado por la Triumph Motor Company. Apareció por primera vez en 1968 en el automóvil sueco Saab 99. El primer modelo de Triumph en usar este motor no apareció hasta 1972. Con una cilindrada original de 1,7 L, el desplazamiento creció con el tiempo hasta 2,0 L. La producción terminó en 1981. 

## Historia
En 1963, el diseñador jefe de motores de Triumph, Lewis Dawtrey, presentó los resultados de su análisis de las tendencias futuras de tecnología de motores y las necesidades anticipadas de Triumph. Después de evaluar las distintas configuraciones más comunes entonces (rotativa, con cilindros horizontales opuestos, V4 y V6) recomendó una familia de motores OHC compuesta por motores de cuatro cilindros en línea y V8, que podrían construirse prácticamente con los mismos elementos. La nueva gama se construiría con cilindradas comprendidas entre 1,5 L y 3,0 L, lo que permitía reemplazar tanto el motor Standard SC de cuatro cilindros como los motores derivados del Triumph I6, cuyas raíces se remontaban al Standard Eight de 1953. La recomendación fue aceptada y el desarrollo comenzó internamente en Triumph a cargo de un equipo de diseño dirigido por Dawtrey y Harry Webster. El modelo inicial debía ser un 1,5 L de cuatro cilindros en línea.
Casi al mismo tiempo, Saab estaba trabajando en un nuevo 1,2 L de cuatro cilindros en línea para su próximo modelo 99. La empresa británica de ingeniería y consultoría Ricardo participaba en el proyecto de Saab y, aunque no intervino directamente en el desarrollo del motor slant-four, tenía un contrato general de desarrollo de motores con Triumph y estaba al tanto de su progreso. Cuando Saab determinó que desarrollar su propio motor sería demasiado costoso y arriesgado, Ricardo puso a Saab en contacto con Triumph.
Triumph acordó suministrarle a Saab 50.000 motores slant-four por año para el nuevo 99. La cilindrada había aumentado de 1,5 L a 1,7 L, y la empresa sueca tuvo un uso exclusivo del motor durante los primeros años de producción. Se mantuvo el transeje inicialmente previsto, que se configuró para ser accionado desde la parte delantera del motor, que debía ser girado 180° para que el embrague y el volante estuvieran en la parte delantera. : 47, 48  Una consecuencia de esta circunstancia fue que la bomba de agua habría quedado en un lugar inaccesible, por lo se reubicó en la parte superior del bloque de cilindros. 
El motor fue utilizado por primera vez por Triumph en el Dolomite 1850, que apareció en 1972. El Dolomite normal utilizaba el motor 1,85 L, mientras que el deportivo Dolomite Sprint, presentado en junio de 1973, recibió una nueva culata y un aumento en la cilindrada hasta los 2,0 L. El slant-four también fue utilizado por Panther en su modelo Rio basado en el Dolomite (1975-1977). El TR7 debutó en 1975 con el motor de 2,0 L y la culata de 8 válvulas. Algunos modelos TR7 Sprint de preproducción recibieron en 1977 el motor Sprint, de carácter más deportivo. Triumph dejó de producir el slant-four cuando cesó la fabricación del TR7 en 1981. 
El modelo V8 de la familia de motores apareció por primera vez en un vehículo Triumph en 1971, un año antes que el slant-four. El desarrollo del V8 había continuado a mediados y finales de la década de 1960, con los primeros motores de 2,5 L de cilindrada. Cuando Charles Spencer (Spen) King asumió el cargo de Jefe de Ingeniería de Webster, autorizó el desarrollo continuo del Triumph V8, y también contribuyó decisivamente a la producción del Triumph Stag. Los V8 pasarían a tener un desplazamiento de 3,0 L.

## Características técnicas
El bloque del motor del slant-four era de hierro fundido (llamado hierro cromado en algunas referencias). Los cilindros estaban inclinados en un ángulo de 45° respecto a la vertical,: 44–49  lo que permitía construirlo con el mismo utillaje necesario para construir el V8, y redujo la altura total del motor, facilitando la adopción de un capó más bajo. El cigüeñal estaba apoyado sobre cinco cojinetes principales. Los pistones eran de aluminio, con tres segmentos. Todos los slant-four eran supercuadrados (de carrera corta), y las versiones de mayor capacidad lo eran aún más, ya que el aumento de la cilindrada se logró incrementando el diámetro del cilindro, mientras que se mantuvo constante la longitud de la carrera. 
La culata se fundió en aleación de aluminio. Las cámaras de combustión tenían forma de cuña. El árbol de levas en cabeza simple era impulsado por una cadena de una sola fila de eslabones de ⅜". Las ocho válvulas, dos por cilindro, estaban alineadas y eran accionadas por el árbol de levas a través de empujadores de cuchara, con cuñas para el ajuste.

## Motor Sprint de 16 válvulas

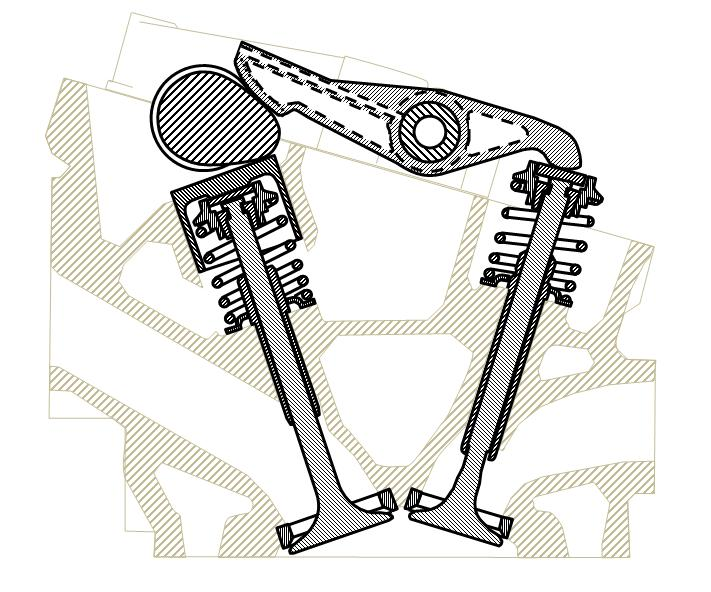
Sección transversal de la culata del Dolomite Sprint, destacando la leva única que operaba tanto la admisión como el escape mediante un balancín

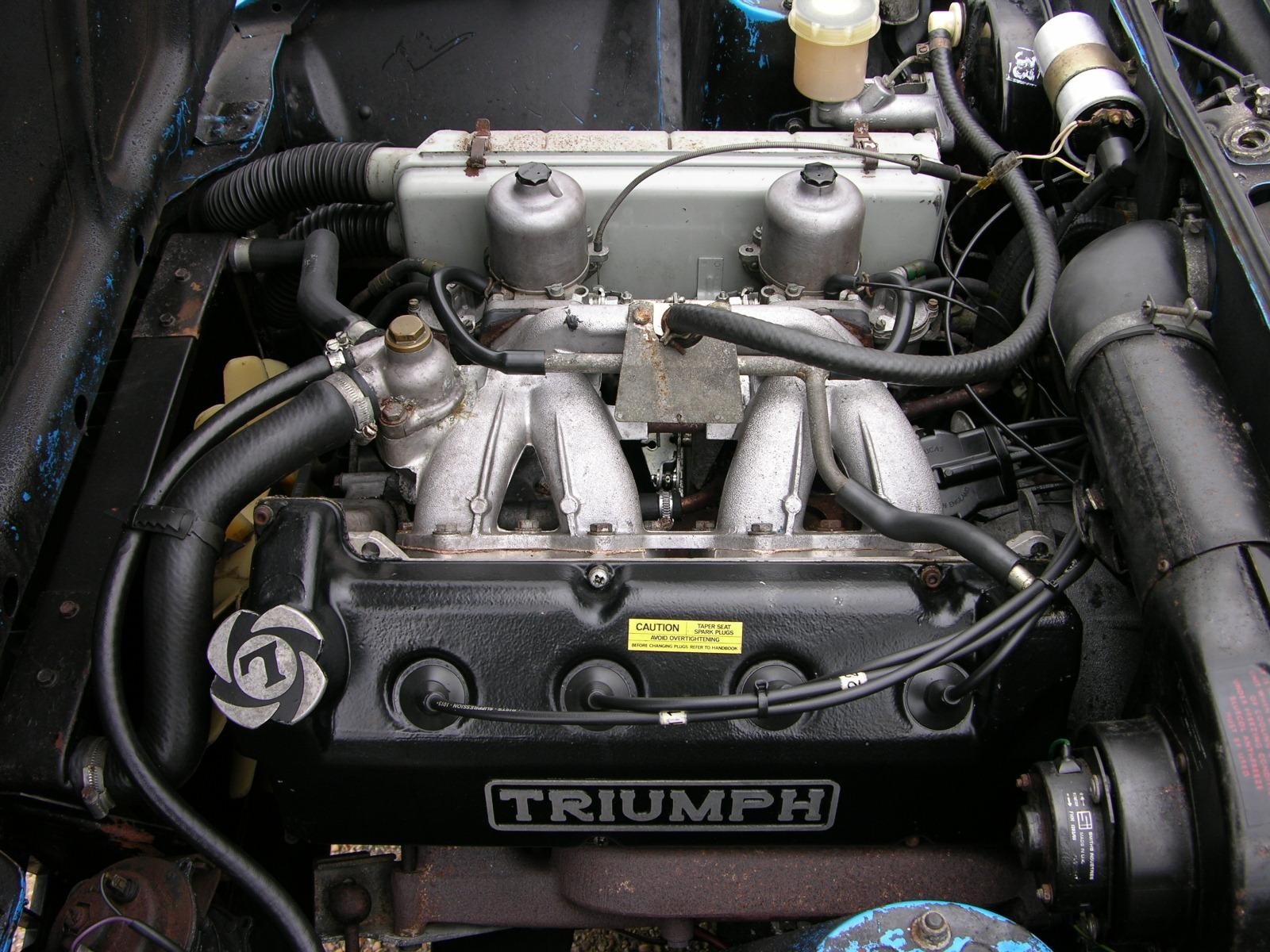
Motor Triumph Dolomite Sprint

Triumph agregó una culata de 16 válvulas accionado por un árbol simple al slant-four que impulsaba el Dolomite Sprint de 1973. En aquel momento, estaban en British Leyland (BL) Harry Mundy, que trabajaba en el desarrollo de motores en Jaguar, y Walter Hassan, también en Jaguar, pero a cargo del desarrollo de la tecnología de motores en BL. Ambos compartieron su experiencia sobre culatas de cuatro válvulas con King. : 55, 56  Un equipo de ingenieros liderado por King desarrolló una culata de 4 válvulas por cilindro, en la que todas las válvulas eran accionadas por un solo árbol de levas, en lugar de la disposición DOHC más convencional. Las válvulas estaban dispuestas en dos filas de ocho, inclinadas 27° respecto a la vertical. Las válvulas de admisión eran de 1,38 pulgadas (35,05 mm) de diámetro, y eran operadas directamente por los lóbulos del árbol de levas a través de empujadores de cuchara, mientras que las válvulas de escape de 1,21 pulgadas (30,73 mm) de diámetro y se accionaban mediante empujadores de cangilones a través de balancines.: 58, 59  El diseño de la culata ganó un premio del British Design Council en 1974.
La capacidad se incrementó a 1998 cm³ (122 plg³), y se instalaron carburadores HS6 SU más grandes. Otros cambios en el motor del Sprint incluyeron una cadena de sincronización dúplex y una cubierta de aleación.: 49, 60  Los ejes de los árboles de levas, de gran diámetro, se ahuecaron para aligerarlos.
King regresó de sus vacaciones "para encontrar un motor funcionando en la bancada de pruebas que generaba 150 CV en la primera construcción". Desafortunadamente, la línea de producción no pudo construir motores fiables con las mismas especificaciones, ya que la potencia del motor de serie se determinó en la región comprendida entre los 125 caballos (93 kW) y los 130 caballos (97 kW). El objetivo de potencia final se estableció así en 127 caballos (95 kW), por debajo del objetivo original de 135 caballos (101 kW), pero con un aumento significativo sobre el pequeño motor de 1.85 L. Esta reducción de la potencia en la línea de producción también llevó a que la designación del modelo originalmente planificada de Dolomite 135 fuera reemplazada a corto plazo con el nombre de Sprint. 
El Dolomite Sprint ha sido descrito como "el primer automóvil de válvulas múltiples producido en masa del mundo". Los motores de válvulas múltiples aparecieron por primera vez en 1912, y los ejemplos más recientes antes del lanzamiento del motor del Sprint fueron el Cosworth BDA (1969) y el Lotus 907 (1972), pero no se utilizaron en vehículos de producción en masa hasta después de la introducción del Dolomite Sprint. 
El motor de 2.0 L y 16 válvulas también se usó en un pequeño número de prototipos y unidades de preproducción del TR7 Sprint, construidos en la planta de Triumph en Speke durante el año 1977.

## Motor Saab B
En 1972, la división Scania de Saab inició la producción del motor slant-four de 1,85 L en una instalación situada en Södertälje. Una carta sin contrastar al editor de la revista Motor Sport hace referencia a un comunicado de prensa de Saab de julio de 1970, en el que se indicaría que el inicio de la fabricación en Suecia se había planeado desde el principio. Después de iniciar la producción, Saab se embarcó en un rediseño del motor que resultó en el motor Saab B con una cilindrada aumentada a 2,0 L, pero el diámetro del cilindro era 0,3 milímetros (0,012 plg) más pequeño que en la versión ampliada de Triumph. 
El motor B compartió mucho con el diseño original de Triumph, incluida la posición de los centros de los cilindros y de los cojinetes, pero se rediseñaron algunas características previamente problemáticas, como la bomba de agua y su sellado.

## Variantes delslant-four
| Cilindrada                            | Diámetro                  | Carrera                 | Índice de compresión | Alimentación              | Potencia                                 | Par motor                                    | Años        | Notas                                       |
| ------------------------------------- | ------------------------- | ----------------------- | -------------------- | ------------------------- | ---------------------------------------- | -------------------------------------------- | ----------- | ------------------------------------------- |
| 1709 centímetros cúbicos (104,3 plg³) | 83,5 milímetros (3,3 plg) | 78 milímetros (3,1 plg) | 8.8:1                | 1xCD Zenith-Stromberg 175 | 80 caballos (59,7 kW) @ 5200 rpm         | 94 pies·libra fuerza (127,4 N·m) @ 3000 rpm  | 1969-1971   | Saab 99 - carburador simple                 |
| 1709 centímetros cúbicos (104,3 plg³) | 83,5 milímetros (3,3 plg) | 78 milímetros (3,1 plg) | 9.0:1                | Bosch D-Jetronic          | 87 caballos (64,9 kW) @ 5200 rpm         | 129 pies·libra fuerza (174,9 N·m) @ 3000 rpm | 1970        | Saab 99 de inyección de combustible 1.7 L   |
| 1854 centímetros cúbicos (113,1 plg³) | 87 milímetros (3,4 plg)   | 78 milímetros (3,1 plg) | 9.0:1                | 2xSU HS4                  | 92 caballos (68,6 kW) @ 5200 rpm         | 108 pies·libra fuerza (146,4 N·m) @ 3500 rpm | 1972 - 1980 | Triumph Dolomite 1850                       |
| 1854 centímetros cúbicos (113,1 plg³) | 87 milímetros (3,4 plg)   | 78 milímetros (3,1 plg) | 9.0:1                | 1xCD Zenith-Stromberg 175 | 88 caballos (65,6 kW) @ 5000 rpm         | 147 pies·libra fuerza (199,3 N·m) @ 3000     | 1971-1974   | Saab 99 - carburador simple                 |
| 1854 centímetros cúbicos (113,1 plg³) | 87 milímetros (3,4 plg)   | 78 milímetros (3,1 plg) | 9.0:1                | Bosch D-Jetronic          | 95-97 caballos (70,8-72,3 kW) @ 5000 rpm | 147 pies·libra fuerza (199,3 N·m) @ 3500 rpm | 1971 - 1972 | Saab 99 con inyección de combustible 1.85 L |
| 1998 centímetros cúbicos (121,9 plg³) | 90,3 milímetros (3,6 plg) | 78 milímetros (3,1 plg) | 9.5:1                | 2xSU HS6                  | 127 caballos (94,7 kW) @ 5700 rpm        | 122 pies·libra fuerza (165,4 N·m) @ 4500 rpm | 1972 - 1980 | Motor Sprint 16V                            |
| 1998 centímetros cúbicos (121,9 plg³) | 90,3 milímetros (3,6 plg) | 78 milímetros (3,1 plg) | 9.25:1               | 2xSU HS6                  | 105 caballos (78,3 kW) @ 5500 rpm        | 119 pies·libra fuerza (161,3 N·m) @ 3500 rpm | 1975 - 1981 | TR7                                         |

## Automovilismo
El motor Sprint de 16 válvulas corrió en el Grupo 1 y el Grupo 2 de la FIA en unidades del Dolomite Sprint preparadas por Leyland Special Tuning en Abingdon.: 119–128  Su primera temporada fue la de 1974, pero no lograron acabarla ese año. En 1975 los motores recibieron carburadores más grandes y un árbol de levas revisado. Con estos cambios completaron su primera prueba (el Mintex Rally) en el 7º lugar, resultado seguido por un segundo lugar en el Avon Tour de Gran Bretaña y un tercero en el Rally Lindisfarne. En el Rally Lombard RAC, el Dolomite Sprint ganó la clase de 2 litros y el Grupo 1 directamente y se ubicó en el puesto 16 en la general. En 1976, el foco se había desplazado al TR7, originalmente con el motor Sprint, pero en 1978 todos los esfuerzos se centraron en el TR8. 
El equipo privado Broadspeed, encabezado por Ralph Broad, hizo un extenso desarrollo con el motor Sprint, llevando la potencia hasta los 174 HP (129,8 kW) anunciados. Los coches del equipo Broadspeed impulsados por los motores Sprint ganaron el campeonato de fabricantes en 1974 y obtuvieron el título de conductores en 1975. En 1976, los coches obtuvieron el segundo lugar en la clase de 2 litros y la ganaron de nuevo en 1978. 
El motor Sprint también apareció en la Fórmula Tres, sobre los chasis de Anson Cars y de March Engineering. Estos últimos, impulsado por los motores Sprint se ubicaron en la octava posición en la temporada 1976. En 1979, dos March conducidos por Nigel Mansell y Brett Riley terminaron 5º y 8º en el campeonato de F3 y cada piloto ganó una carrera en el Vandervell British F3 Championship.